# Somerset (Nowy Jork)
Somerset – miasto w Stanach Zjednoczonych, w stanie Nowy Jork, w hrabstwie Niagara.